# Volksdeutsche Bewegung
Le Volksdeutsche Bewegung (abrégé en VdB), ce qui peut se traduire littéralement par Mouvement ethnique allemand, était un mouvement nazi qui a existé au Luxembourg occupé par les Allemands pendant la Seconde Guerre mondiale.
Formé par Damian Kratzenberg, un professeur d'université d'origine allemande, le mouvement n'a émergé qu'après l'invasion et a été déclaré comme seul mouvement politique légal au Luxembourg par les nazis. En utilisant le slogan Heim ins Reich, leur but déclaré était l'incorporation complète du Luxembourg dans l'Allemagne nazie, et ce avec leur soutien. Cet objectif a été accompli en août 1942, bien que la VDB ait continué à fonctionner et ait atteint un pic d'adhésion à 84 000 membres, beaucoup d'entre eux y ont adhéré quand il est devenu clair que l'adhésion était nécessaire pour conserver un emploi. Un certain nombre de membres dirigeants ont également été membres du NSDAP après l'annexion. Le mouvement a disparu après la guerre et Damian Kratzenberg a été exécuté en 1946.

## Histoire

### Fondation
Le prédécesseur de la Volksdeutsche Bewegung, la Luxemburger Gesellschaft für Deutsche Literatur und Kunst (GEDELIT) soit en français Société luxembourgeoise de littérature et d'art allemands, a été dirigé par Damian Kratzenberg à partir de 1935. Kratzenberg, un national-socialiste luxembourgeois, a plaidé en faveur de l'intégration du Grand-Duché dans l'Empire allemand, et a avancé le « germanisme » des luxembourgeois comme une justification historique et linguistique. Le GEDELIT s'est engagé dans la propagande dans les écoles et a rassemblé des groupes d'étudiants sympathisants nazis dans ses locaux.
Après l'occupation du Grand-Duché neutre par la Wehrmacht le 10 mai 1940, la Volksdeutsche Bewegung fut fondée 7 jours plus tard dans la ville de Luxembourg. Dans sa fonction de président du mouvement, Kratzenberg rendait désormais compte au chef de l'administration civile, le Gauleiter Gustav Simon.

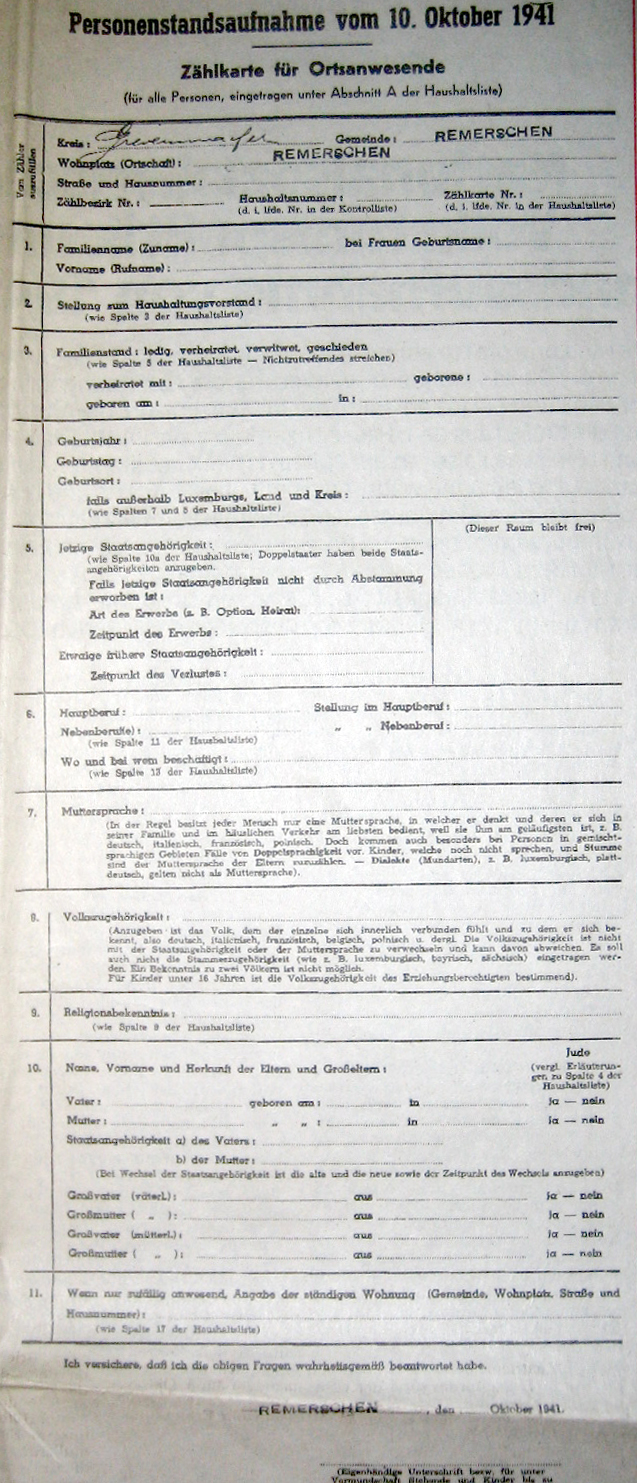
Bulletin de vote du « recensement » du 11 octobre 1941

### Le «référendum» du 10 octobre 1941
En 1941, l'administrateur civil ordonna un référendum, déguisé en recensement (lb), dans lequel les luxembourgeois devaient admettre leur appartenance ethnique allemande et donner ainsi leur bénédiction à une adhésion « volontaire » au Troisième Reich.
Dans le référendum, les gens devaient répondre à trois questions sur leur « nationalité », leur « langue maternelle » et leur « ethnicité », les questions étant formulées de manière que la seule réponse logique soit « l'allemand », en explicitant que les appartenances régionales et les dialectes ne sont pas des réponses possibles, avec « luxembourgeois » parmi les exemples de réponses non valides. Cette tentative a été un échec : la Résistance luxembourgeoise a pris connaissance du plan et a fait passer le mot que les Luxembourgeois devaient répondre au dräimol Lëtzebuergesch (trois fois luxembourgeois). Le référendum fut annulé.
Cet échec fit changer la politique de l'occupant vis-à-vis des Luxembourgeois, qui devint beaucoup plus brutale.

### Fin du mouvement
La Volksdeutsche Bewegung a perdu de son importance après l'échec du référendum et a joué un faible rôle jusqu'à la fin de la guerre. Quelques jours avant la libération le 1er septembre 1944, Damian Kratzenberg a réussi à fuir vers Weißenburg in Bayern. Cependant, une lettre adressée à sa fille après la fin de la guerre permis de le retrouver et de le juger au Luxembourg. Il est condamné à mort le 1er août 1944 et est fusillé le 11 octobre 1946 au champ de tir de la caserne du plateau du Saint-Esprit, à Luxembourg.